# Vadakkumbhagom
Vadakkumbhagom es una ciudad censal situada en el distrito de Ernakulam en el estado de Kerala (India). Su población es de 11727 habitantes (2011). Se encuentra a 38 km de Cochín y a 61 km de Thrissur.

## Demografía
Según el censo de 2011 la población de Vadakkumbhagom era de 11727 habitantes, de los cuales 5640 eran hombres y 6087 eran mujeres. Vadakkumbhagom tiene una tasa media de alfabetización del 96,07%, superior a la media estatal del 94%: la alfabetización masculina es del 97,84%, y la alfabetización femenina del 94,44%.